# Sandebugten
Die Sandebugten (norwegisch für Sandbucht) ist eine Bucht auf der Barff-Halbinsel im Norden Südgeorgiens. Sie liegt am Ostufer der Cumberland East Bay bzw. am westlichen Ende des Reindeer Valley.
Der Name der Bucht, deren Benennung wahrscheinlich auf norwegische Walfänger zurückgeht, ist erstmals im Jahr 1929 auf einer Landkarte der britischen Admiralität verzeichnet.